# モーリス・プレヴォ

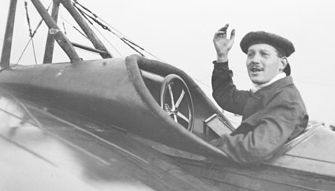
モーリス・プレヴォ(1912年)

モーリス・プレヴォ（Maurice Prévost、1887年9月22日 - 1952年11月27日）はフランスのパイロットである。1910年代、ドゥペルデュサン・モノコック・レーサーで第1回のシュナイダー・トロフィー・レースに優勝し､多くの速度記録を樹立した。
ランスで生まれた。l'École pratique de commerce et d'industrieで学んだ後、1910年11月にBéthenyのドゥペルデュサンの飛行学校の生徒となった。1911年9月、Béthenyの飛行大会に参加し、総合3位の成績をおさめた。1911年12月にはシャンパーニュ飛行場で3200mの高度記録を作った。1913年第1回シュナイダー・トロフィー・レースで平均速度73.63km/hで優勝し、1913年9月13日ランスの飛行大会のゴードン・ベネット・カップで優勝した。この時最高速度203.85 km/hの世界記録を樹立した。 